# Staňkov (ort i Tjeckien, Plzeň)
Staňkov är en stad i Tjeckien.   Den ligger i regionen Plzeň, i den västra delen av landet, 110 km sydväst om huvudstaden Prag. Staňkov ligger 359 meter över havet och antalet invånare är 3 026.
Terrängen runt Staňkov är huvudsakligen platt. Staňkov ligger nere i en dal. Runt Staňkov är det ganska tätbefolkat, med 111 invånare per kvadratkilometer. Närmaste större samhälle är Domažlice, 16,1 km sydväst om Staňkov. I omgivningarna runt Staňkov växer i huvudsak blandskog.